# Jeanine De Bique
Jeanine De Bique, née en 1981, est une cantatrice soprano originaire de Trinité-et-Tobago.

## Biographie
Jeanine De Bique naît à San Fernando (Trinité-et-Tobago). Elle a plusieurs sœurs dont l'une est docteure et l'autre kinésithérapeute.
Elle étudie à la Manhattan School of Music de New York.
Jeanine de Bique est chrétienne pratiquante.

## Répertoire
Jeanine De Bique chante un répertoire large, allant du baroque (Messiah de Haendel) au contemporain. Elle se définit elle-même comme « une soprano lyrique légère qui peut chanter la musique ancienne, le baroque, le classicisme et le romantisme, jusqu’au belcanto [...] ».
Dans la lignée des grandes cantatrices noires qui ont chanté au Festival de Salzbourg, telles que Leontyne Price, Reri Grist, Barbara Hendricks ou encore Jessye Norman, elle y chante à son tour en 2018, en même temps que Russell Thomas (en), Willard White et Golda Schultz ; elle interprète le rôle d'Annio dans La clemenza di Tito de Mozart,.

## Récompenses
En 2010, elle remporte le troisième prix (« All-Round ») du Concours vocal international de  Bois-le-Duc (nl), aux Pays-Bas,.
En 2012, elle remporte le troisième prix du concours international de musique Gian-Battista-Viotti.
En 2022, elle obtient la récompense allemande Opus Klassik Award pour son premier album, Mirrors. 

## Discographie
- 2022 : Mirrors, de Jeanine de Bique, avec Concerto Köln, Luca Quintavalle[12],[13]